# 神戸市立渚中学校
神戸市立渚中学校（こうべしりつ なぎさちゅうがっこう）は、兵庫県神戸市中央区脇浜海岸通2丁目にある公立中学校。

## 沿革
- 1998年（平成10年） 4月 - 神戸市立渚中学校創立。

## 部活動

### 運動部
- 野球部
- 陸上競技部
- 卓球部
- 柔道部
- バレーボール部

### 文化部
- 吹奏楽部
- 美術部
- 放送部

## 校区
- 神戸市立なぎさ小学校
- 神戸市立灘の浜小学校のうち、灘区摩耶海岸通

## 通学区域が隣接している学校
- 神戸市立布引中学校
- 神戸市立葺合中学校
- 神戸市立筒井台中学校
- 神戸市立原田中学校

## 著名な出身者
- 坂本花織（フィギュアスケート選手）

## 周辺
- 兵庫県立美術館 - 神戸市道灘浜脇浜線を挟んで、南側に隣接。
- ブルメールHAT神戸
- 阪神高速3号神戸線 - 校地のすぐ北側を通る。
- HAT神戸・灘の浜（灘区に所在）
- 阪神・淡路大震災記念人と防災未来センター
- なぎさ公園
- 国道2号
- 神戸防災総合庁舎
- 兵庫県赤十字血液センター
- 兵庫県災害医療センター
- 神戸市立なぎさ小学校 - 兵庫県災害医療センターと神戸市道灘浜脇浜線をはさんで、北側に隣接。
- なお、校地東側は、灘区との区境線となっている。

## アクセス
ミュージアムロード（神戸市道）と神戸市道灘浜脇浜線とのT字路交差点角にある正門（ページトップにある画像の門）までの距離。
- 神戸市バス100系統で、
  - 「渚中学校前」停留所（日赤病院前行）下車後、徒歩約135m・約2分
    - 停留所から校地まで最短で30mほど（ミュージアムロードをはさんで隣接）だが、正門と横断歩道設置箇所との関係で、遠廻りを強いる。

  - 「灘の浜西」停留所（JR六甲道行）から、徒歩約110m・約2分。
    - なお、市バス100系統は、学校付近で、往路と復路で運行ルートが異なる。また、停留所は、往路・復路共、灘区側に位置する。
- 阪神電鉄本線岩屋駅から、徒歩約490m・約7分。
- JR西日本東海道本線（JR神戸線）灘駅（南口2）から、徒歩約640m・約10分。
  - 阪神岩屋駅・JR灘駅から、上述の神戸市バスに乗車し、「渚中学校前」停留所で下車して来る事も可能。